# Palacio Ducal de Lerma
Der in den Jahren 1601 bis 1617 erbaute Palacio Ducal de Lerma (Herzogspalast von Lerma) gehört zu den wichtigsten Bauten im spanischen Architekturstil des Herrerianismo. Er orientiert sich ganz wesentlich am Bau des Escorial. Der Palast steht auf dem höchsten Punkt des großen Hauptplatzes (Plaza Mayor) der Gemeinde Lerma in der Provinz Burgos in der Autonomen Gemeinschaft Kastilien und León.

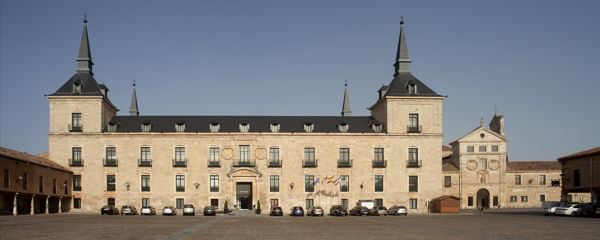
Palacio Ducal de Lerma

## Geschichte
Francisco Gómez de Sandoval y Rojas (1553–1625), der Günstling und Erste Minister des spanischen Königs Philipp III. (reg. 1598–1621), erhielt Ende des 16. Jahrhunderts neben seiner ererbten Würde als Markgraf von Denia den neugeschaffenen Titel „Herzog von Lerma“, obwohl er selbst keine persönlichen oder verwandtschaftlichen Beziehungen zu diesem Ort hatte. Allerdings war sein Onkel Don Cristóbal de Rojas y Sandoval (1502–1580), der ehemalige Erzbischof von Sevilla, anscheinend dort bestattet worden. Im Jahr 1601 beauftragte er den bereits beim Bau des Escorial tätig gewesenen Architekten Francisco de Mora mit der Planung und Errichtung seines neuen Herzogspalastes, der jedoch erst im Jahre 1617 fertiggestellt wurde.
Während des spanischen Bürgerkrieges wurde das Gebäude als Gefängnis benutzt. Heute gehört es zur Hotelkette Parador.

## Architektur

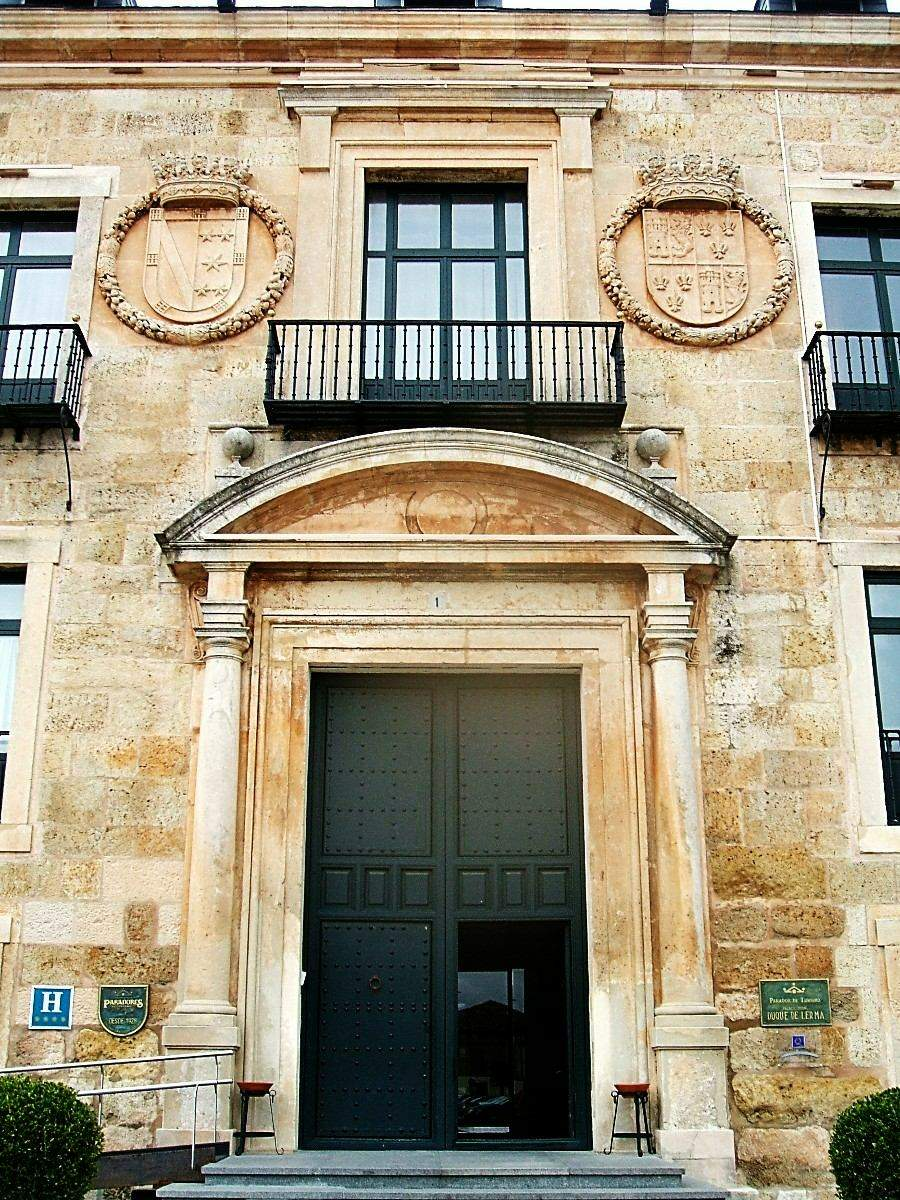
Eingangsportal

### Fassade
Die nahezu die gesamte Breite des großen Hauptplatzes von Lerma einnehmende dreigeschossige Fassade ist äußerst klar und schmucklos gehalten; selbst einfachste architektonische Gliederungselemente wie Mittel- und Eckrisalite fehlen. Das Eingangsportal ist lediglich durch zwei vorgestellte Säulen mit einer aufruhenden Lünette markiert. Zu beiden Seiten des darüberliegenden Balkonfensters finden sich Wappenschilde, die auf die beiden Titel des Herzogs verweisen und jeweils von einem Blumen- und Früchtekranz mit eingebundener Königskrone gerahmt sind. Die Fenster des Bauwerks haben keinerlei Blendgiebel; sie nehmen von unten nach oben geringfügig an Größe zu.
Die Ecken des Palastes werden von vier Türmen gebildet, deren oberer Teil durch doppelte Ecklisenen etc. geringfügig aufgelockert ist. Die Errichtung viertürmiger Palastbauten war ansonsten nur dem König vorbehalten; dass sie hier an einem Herzogspalast erscheinen, zeigt, welch hochrangige Position der Herzog von Lerma bei Hofe bekleidete.

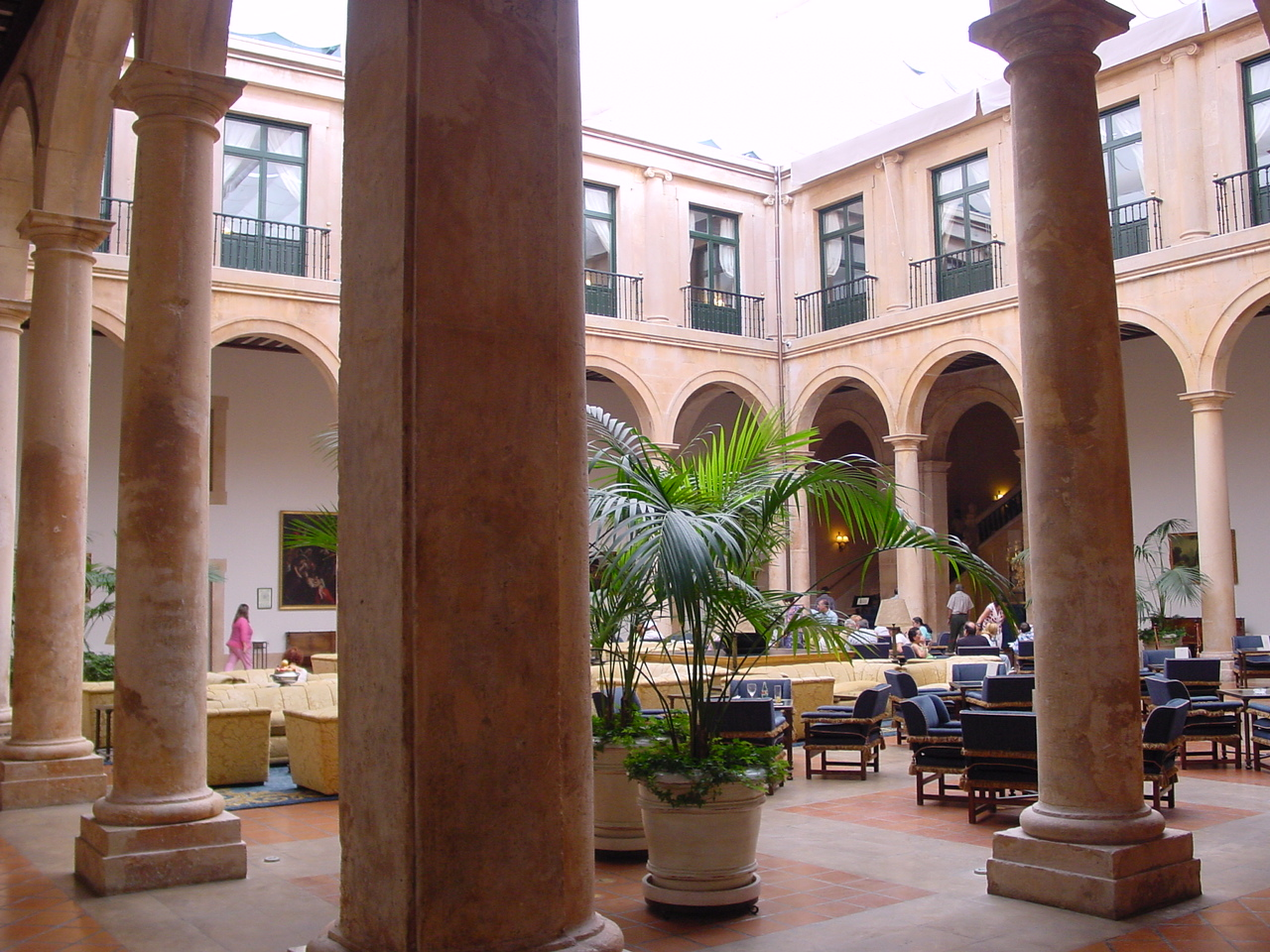
Innenhof

### Innenhof
Das Bauwerk verfügt über einen großen quadratischen und von hohen Arkaden eingefassten Innenhof, dem ebenfalls jegliche dekorativen Elemente fehlen. Die monolithischen Säulen im Erdgeschoss stammen aus Steinbrüchen, die sich im Besitz des Herzogs befanden; die Halbsäulenvorlagen des Obergeschosses zeigen ionische Kapitelle. Der Patio ist heute von einem pyramidenförmigen Plexiglasdach bedeckt; zum Schutz vor allzu starker Sonneneinstrahlung können im Sommer tagsüber lange Stoffbahnen gespannt werden.

## Gärten
Auf der Rückseite des Palastes befand sich ehemals eine weitläufige Gartenanlage mit mehreren Brunnen, kleinen Pavillons und insgesamt sieben Einsiedeleien (ermitas) – nur eine davon hat sich erhalten.